# Fitou (Wein)

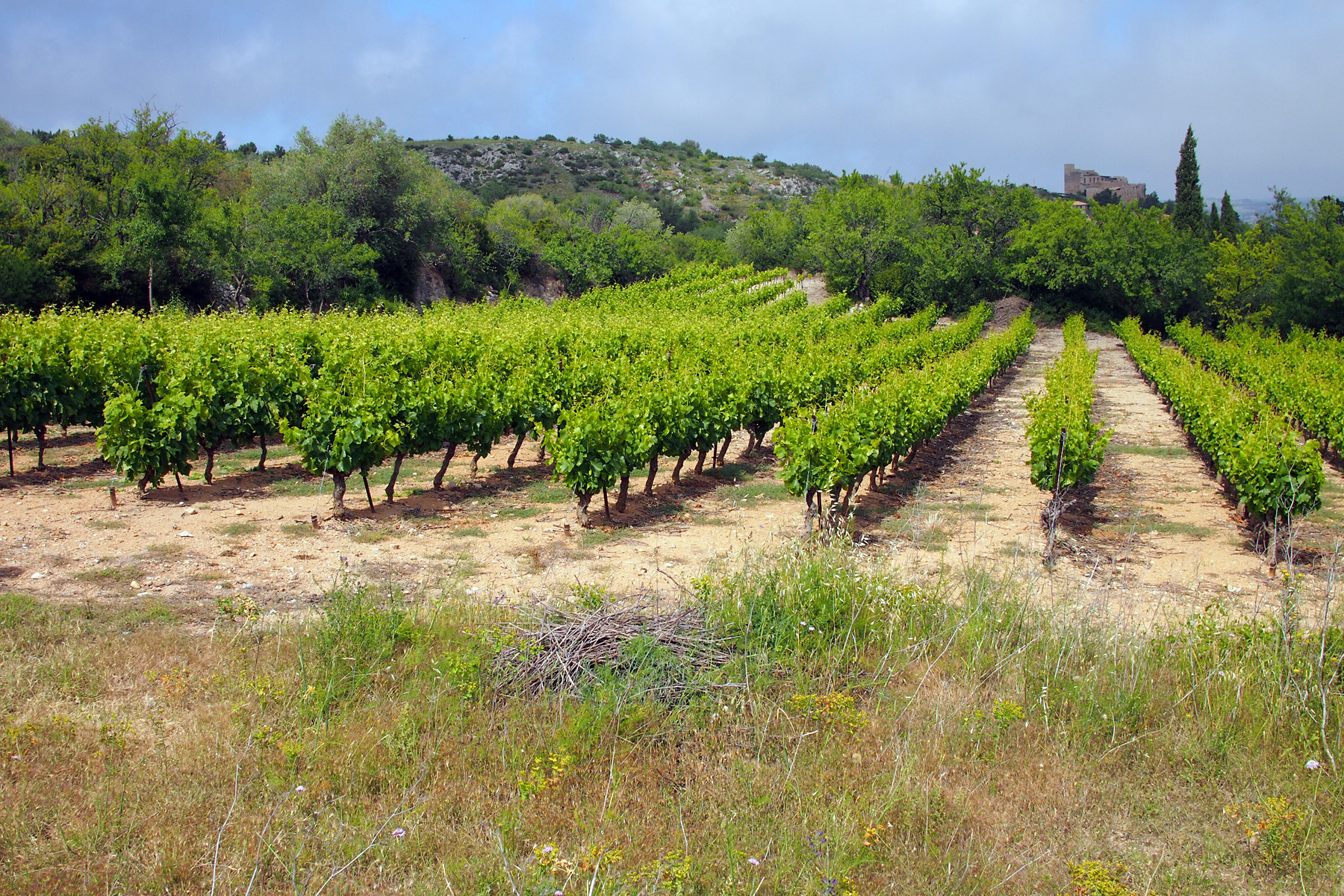
Weinanbau in Fitou

Das Weinbaugebiet Fitou liegt in der Weinbauregion Languedoc im Süden Frankreichs. Fitou liegt als Enklave innerhalb des Bereiches Corbières. Die Appellation verfügt seit dem 28. April 1948 über den Status einer Appellation d’Origine Contrôlée (kurz AOC) und umfasst ca. 2.600 Hektar Rebfläche. Damit ist die AOC Fitou die älteste AOC des Languedoc. Die Weinberge liegen an der Mittelmeerküste und grenzen im Süden an die Appellation Côtes du Roussillon-Villages, die bereits zur Weinbau-Region Roussillon gehört.
Die Winzer haben das Recht, auch die Weine der Appellationen Rivesaltes sowie Muscat de Rivesaltes zu keltern. Jährlich werden von ca. 600 Winzern fast 100.000 Hektoliter Rotwein hergestellt. Der Großteil dieser Winzer ist einer der fünf Winzergenossenschaften angeschlossen, die fast 85 % des Gesamtmarktes vermarkten. Die restlichen 15 % werden durch 31 private Weingüter hergestellt und verkauft. Unter der Appellation Fitou werden ausschließlich Rotweine erzeugt, die mindestens neun Monate im großen Holzfass oder im kleinen Barrique verbringen müssen.
Nachdem die Appellation in den 1980er Jahren sehr erfolgreich war, litten die Verkäufe ab dem Beginn der 1990er Jahre unter zu hohen Preisen und nachlassender Qualität. Eine Rückbesinnung auf den Qualitätsgedanken bei gleichzeitig strikter Erntebeschränkung bescheren der Appellation seit den 2000er Jahren wieder ein gesichertes Auskommen.
Die Appellation ist geographisch geteilt, sie besteht aus zwei Zonen:
- Fitou Maritime mit den Gemeinden Caves, Fitou, La Palme, Leucate und Treilles. Diese Zone liegt zwischen der Autobahn A9 und dem Küstenstreifen des Mittelmeers. Der Boden ist lehmig-kalkig und stark mit Kieselsteinen durchsetzt.
- Fitou de Hautes-Corbières mit den Gemeinden Cascastel-des-Corbières, Durban-Corbières, Tuchan und Villeneuve-les-Corbières liegt rund zehn Kilometer weiter landeinwärts. Dort überwiegt ein Schieferboden.

## Sommerfest der Winzer
Zur Förderung des Gemeinschaftsgefühls der Einwohner im Anbaugebiet und des Weinabsatzes an die Touristen findet seit 1993 Anfang August ein Sommerfest der Winzer statt („La fête vigneronne d’été“). Es wird im Wechsel von jeweils einer der Gemeinden des Anbaugebiets Fitou ausgerichtet und ist mit einem Tag der offenen Tür aller Winzer verbunden. Zum Fest werden neben einem Erzeugermarkt für Lebensmittel aus der Region und einem kleinen Jahrmarkt mit Fahrgeschäften abends getrennte Musikveranstaltungen für Jugendliche und Ältere organisiert. Die Bruderschaften der beteiligten Orte und benachbarter Weinanbaugebiete veranstalten zudem einen kleinen Umzug in prunkvollen Trachten und ehren danach in einer feierlichen Zeremonie verdiente Winzer.

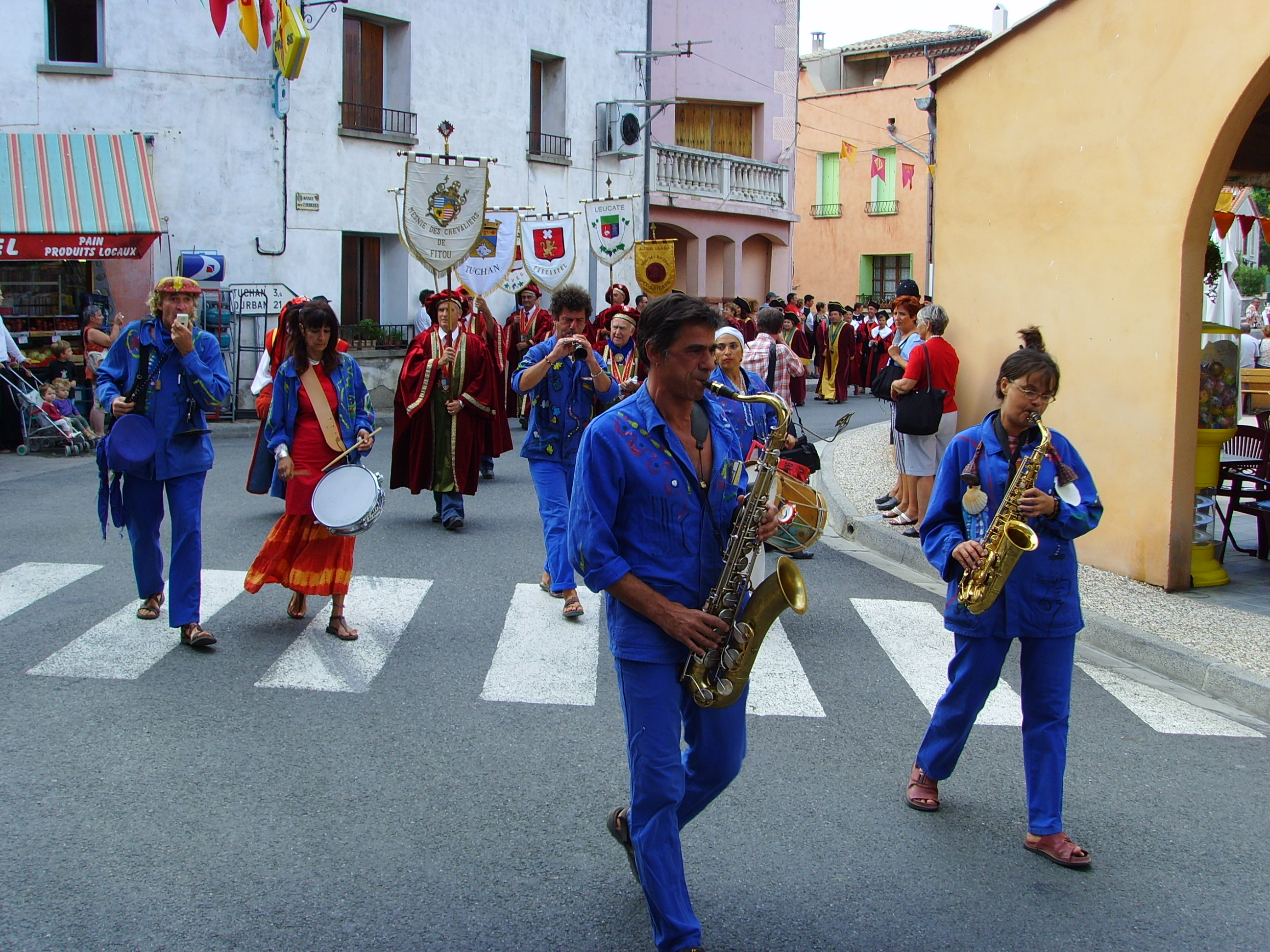
Musiker führen den Festzug an …
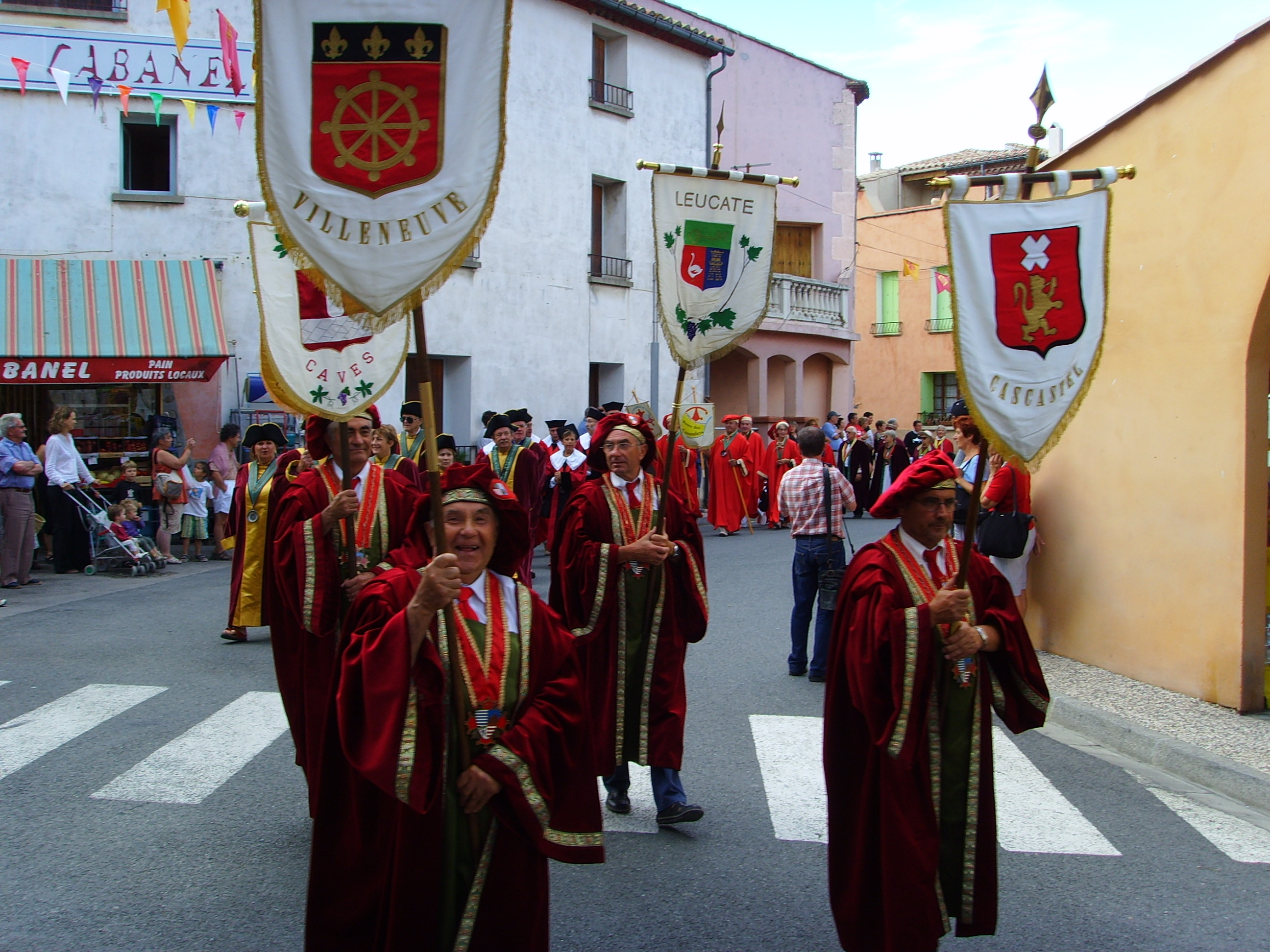
… die Bruderschaften der Winzerdörfer folgen.
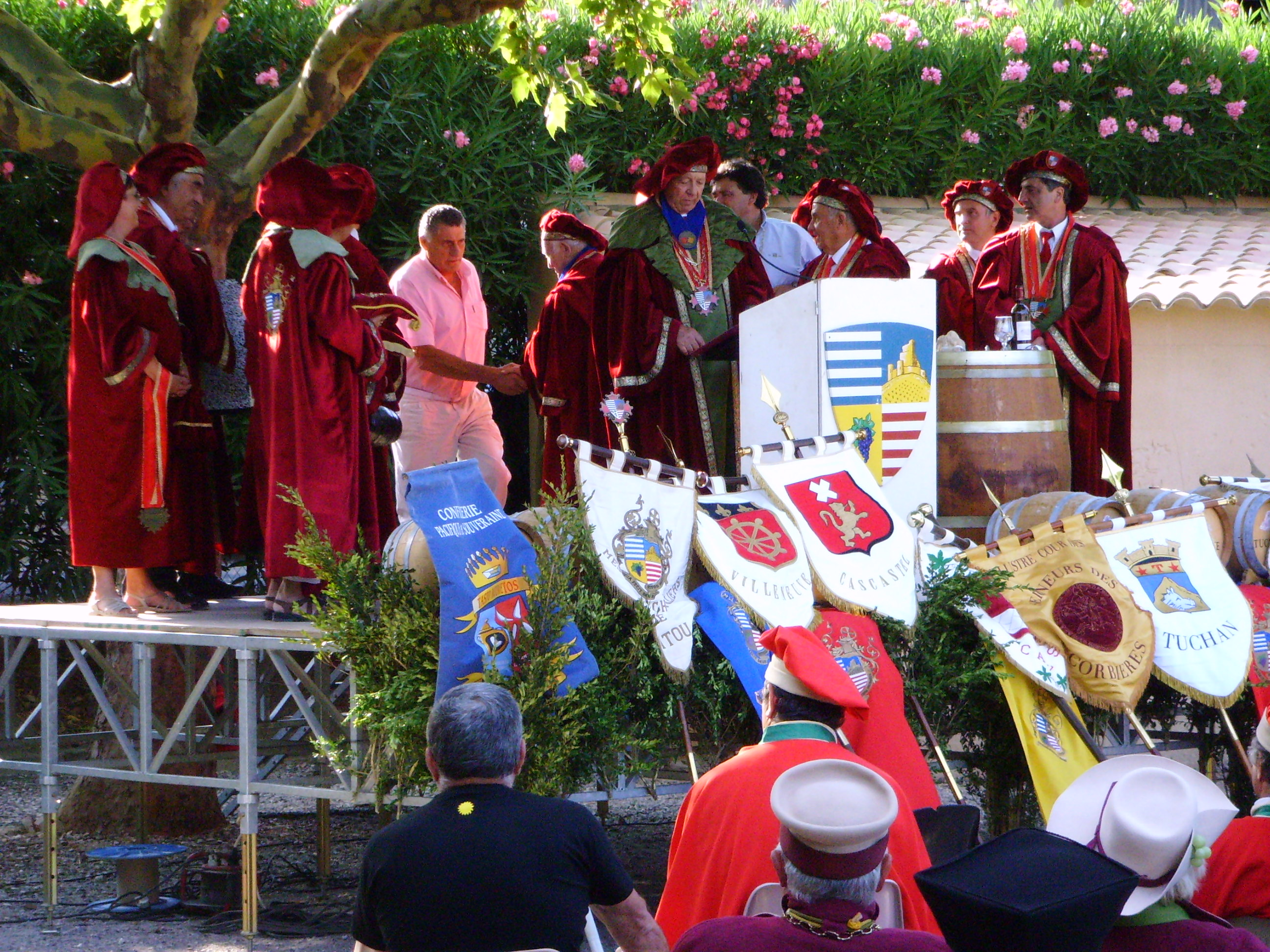
Verdiente Winzer werden ausgezeichnet …
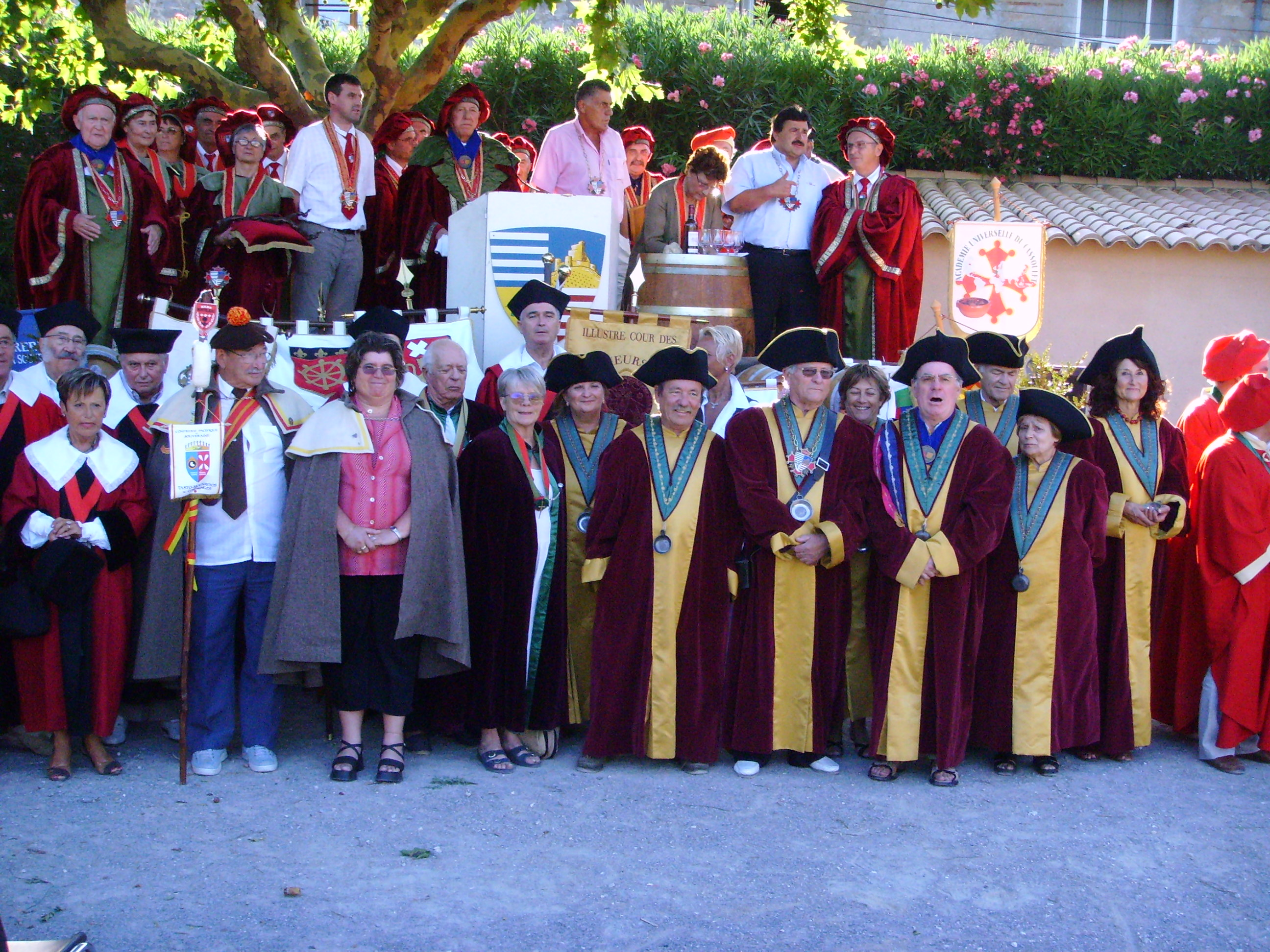
… und dann: ein Foto für die Lokalpresse.

## Rebsorten

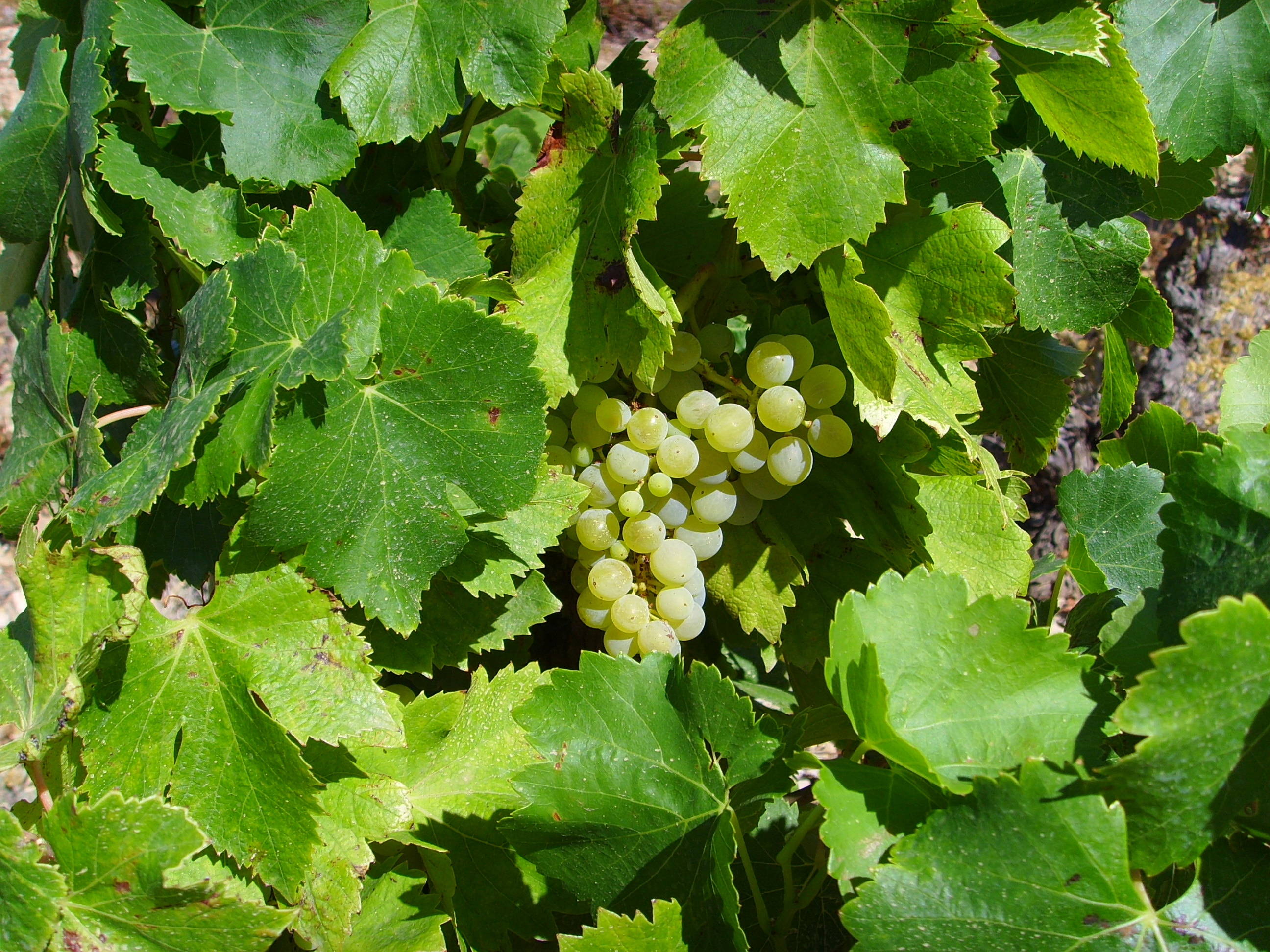
Selten angebaut, aber doch zu finden: helle Trauben aus dem Anbaugebiet Fitou

Generell gilt im Weinbaugebiet Fitou eine Ertragsobergrenze von 45 Hektoliter/Hektar. Das 10-jährige Mittel liegt jedoch bei 40 Hektoliter/Hektar.
Hauptrebsorten sind Carignan (Anteil mindestens 30 %), Grenache, Syrah und Mourvèdre. Daneben sind in geringerem Umfang Cinsault und Lledoner Pelut zugelassen.
Der gemeinsame Anteil von Carignan, Grenache und Lledoner Pelut beträgt mindestens 70 %. Der Anteil von Cinsault betrug früher mindestens 10 %. Seit der Ernte im Jahr 2008 ist er jedoch nicht mehr zugelassen.
Seit dem Jahr 2001 werden keine Neuanpflanzungen des Lledoner Pelut zugelassen, so dass sein Anteil in den Verschnitten in den nächsten Jahren auf natürliche Weise abnehmen wird.
Der Mindestalkoholgehalt des Rotweins beträgt 12,0 Vol.-%.